# Руделцхаузен
Руделцхаузен (њем. Rudelzhausen) општина је у њемачкој савезној држави Баварска. Једно је од 24 општинска средишта округа Фрајзинг. Према процјени из 2010. у општини је живјело 3.209 становника. Посједује регионалну шифру (AGS) 9178122.

## Географски и демографски подаци
Руделцхаузен се налази у савезној држави Баварска у округу Фрајзинг. Општина се налази на надморској висини од 440 метара. Површина општине износи 40,8 km². У самом мјесту је, према процјени из 2010. године, живјело 3.209 становника. Просјечна густина становништва износи 79 становника/km².